# Agata Kim
Agata Kim Agi (김아기 아가타), född 1787 i Seoul, död 24 maj 1839 i Seoul, var en koreansk lekkvinna och martyr. Hon vördas som helgon i Romersk-katolska kyrkan, med minnesdag den 24 maj. Agata Kim är en av Koreas martyrer.

## Biografi
Agata Kim växte upp i en konfuciansk familj och gifte sig tidigt. Av sin äldre syster fick Agata höra om kristendomen och uppmanades att överge sin kätterska övertygelse. Trots de allvarliga kristendomsförföljelser som pågick i Korea antog hon den kristna tron. Hon greps i september 1836 och torterades för att avsvära sig sin kristna tro; Agata lät sig döpas i fängelset. Den 24 maj 1839 halshöggs hon utanför Donuimun, Seouls västra stadsport. Tillsammans med Agata Kim dödades bland andra Augustinus Yi Kwang-hon.